# Quercus brevicalyx
Quercus brevicalyx — вид рослин з родини Букові (Fagaceae); поширений у Лаосі, Китаї, Таїланді.

## Опис
Дерево до 20 м. Молоді пагони голі. Листки 8–13 × 4–5 см, еліптичні; край зубчастий, крім як біля основи; основа округла або злегка клиноподібна; верхівка загострена; ніжка листка довжиною 2–2.5 см. Жолудь діаметром 2–3 см; чашечка жолудя діаметром 3 см.

## Середовище проживання
Поширення: Юньнань — Китай, Лаос, Таїланд. У Таїланді трапляється в нижній частині гірських гір, змішаних лісах, де є виразний сезон дощів і сухий сезон. Висота зростання: 1800–2500 м.